# Robert Stephenson

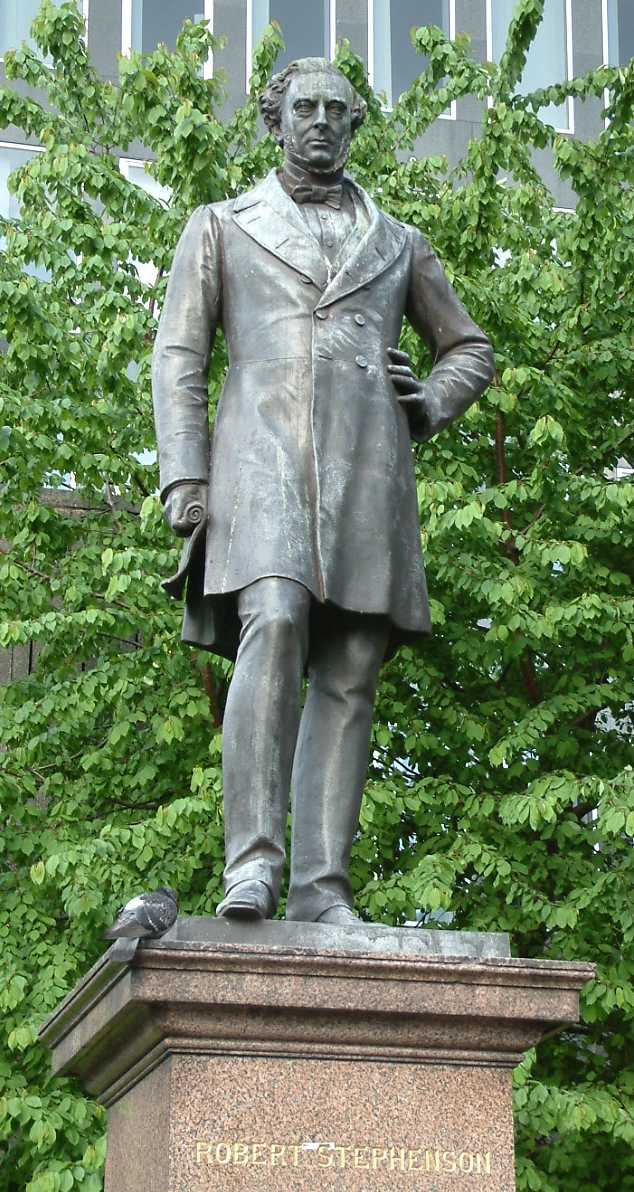
Pomnik Roberta Stephensona w Londynie

Robert Stephenson (ur. 16 października 1803, zm. 12 października 1859), angielski inżynier budownictwa, członek Royal Society. Był jedynym synem George'a Stephensona, sławnego inżyniera w dziedzinie kolejnictwa i lokomotyw; wiele osiągnięć powszechnie jest przypisanych jego ojcu, lecz naprawdę to była ich wspólna praca.
Po ukończeniu prywatnej uczelni Bruce Academy w Newcastle upon Tyne terminował u Nicolasa Wooda, kierownika Kopalni Killingworth; w okresie studiów na Uniwersytecie Edynburskim Robert współpracował z ojcem przy jego projektach – pierwszy z nich to kolej Stockton-Darlington. W 1823 Robert wraz z ojcem i Edwardem Pease'em utworzyli spółkę, by budować lokomotywy dla kolei; firma Robert Stephenson & Company wiele wniosła do rozwoju kolejnictwa i istniała do połowy XX wieku.
Robert Stephenson miał wielki udział w pracach nad parowozem "Rocket", który przyniósł zwycięstwo w prestiżowym konkursie Rainhill Trials. Po tym sukcesie firma budowała lokomotywy dla kolei Liverpool-Manchester i innych nowo powstających kolei, łącznie z Leicester-Swannington.
W 1833 Robert objął posadę głównego inżyniera kolei London-Birmingham, pierwszej kolei dochodzącej do Londynu. Linia była wyzwaniem w dziedzinie budownictwa lądowego, szczególnie tunel Kilsby ukończony w 1838.
Konstruował wiele znanych mostów, takich jak High Level Bridge w Newcastle upon Tyne, misternie kuty Bridge Britannia nad Menai Strait, most kolejowy Conwy pomiędzy Llandudno Junction i Conwy czy Royal Bridge Border w Berwick-upon-Tweed.
Od 1847 do śmierci Robert Stephenson udzielał się jako członek parlamentu z ramienia Partii Konserwatywnej. Przez dwa lata od 1855 był prezydentem Instytutu Inżynierów Lądowych. Jego prochy złożono w Westminster Abbey.